# Купа на Съветската армия 1950
Тази страница представя турнира за Купа на Съветската армия, проведен през сезон 1950.
Турнирът за Купата на Съветската армия се провежда през календарната 1950 г. поради промяна в цикъла на провеждане на първенствата и турнирите в България. В турнира участват представителни отбори на градските съвети на Доброволните спортни организации, отбори на отделни селски и градски колективи към отделните Доброволни спортни организации, отбори на градски или селски колективи към Димитровския съюз на народната младеж и военни отбори.
В първата фаза на турнира, проведена през пролетта на 1950 г., са излъчени първо околийски първенци в срещи на преки елиминации. След това околийските първенци играят турнири с преки елиминации в една среща до излъчването на окръжни първенци в 14-те окръга на страната.
Във втората фаза на турнира участват 14-те окръжни първенци, 20-те отбора от „Б“ група и 10-те отбора на „А“ група за определяне носителя на Купата на Съветската армия.

## Окръжни първенци
- Сталински* окръг: Ботев при ВМС (Сталин)
- Коларовградски* окръг: ДСО Спартак (Коларовград)
- Русенски окръг: ДСО Динамо (Русе)
- Горнооряховски окръг: ДСО Червено знаме (Габрово)
- Плевенски окръг: ДСО Спартак (Плевен)
- Врачански окръг: ДСО Червено знаме (Берковица)
- Видински окръг: ДСО Динамо (Лом)
- Софийски окръг: „Спортист“ при ДСНМ (Своге)
- Благоевградски окръг: ДСО Спартак (Благоевград)
- Пловдивски окръг: не е излъчен окръжен първенец
- Хасковски окръг: ДСО Строител (Димитровград)
- Старозагорски окръг: ДСО Строител (Стара Загора)
- Бургаски окръг: ДСО Червено знаме (Поморие)
- Ямболски окръг: ДСО Червено знаме (Ямбол)

* Сталин - дн. Варна, Коларовград - дн. Шумен.

## Първи кръг
В първия кръг участват 12-те отбори, излъчени като окръжни първенци, както и 20-те отбора от двете „Б“ групи. 20 от 32-та отбора се изтеглят в 10 двойки като се стреми да се запази географска близост между отборите от всяка двойка. По 5 отбора от всяка „Б“  РФГ и четири отбора от участвалите в окръжните квалификации (общо 12 отбора) почиват в този кръг. Победителите се излъчват в елиминация в една среща. При равенство в редовното време се играят две продължения по 15 минути, а при продължаващо равенство и след края на продълженията срещата се преиграва на следващия ден без промяна на домакинството. Домакинството в двойките се определя с жребий.
| 30 юли 1950 г., неделя:     |                    |                                 |                                    |
| --------------------------- | ------------------ | ------------------------------- | ---------------------------------- |
| ДСО Спартак (София)         | 4:0                | ДСО Червено знаме (Берковица)   |                                    |
| ДСО Торпедо (Димитрово*)    | 7:1                | ДСО Червено знаме (Благоевград) |                                    |
| ДСО Спартак (Плевен)        | 5:1                | ДСО Торпедо (Горна Оряховица)   |                                    |
| ДСО Динамо (Сталин)         | 3:1                | ДСО Спартак (Коларовград)       |                                    |
| ДСО Червено знаме (Ямбол)   | 2:1                | ДСО Червено знаме (Поморие)     |                                    |
| ДСО Червено знаме (Габрово) | 1:2                | ДСО Червено знаме (Павликени)   |                                    |
| ДСО Строител (Димитровград) | 0:1                | ДСО Динамо (Пазарджик)          |                                    |
| ДСО Строител (Стара Загора) | 0:3                | ДСО Строител (Бургас)           |                                    |
| ДСО Динамо (Лом)            | 3:3 след прод. 4:3 | ДСО Строител (Свищов)           |                                    |
| ДСО Динамо (Русе)           | 5:0                | ДСО Червено знаме (Силистра)    | Игран в понеделник, 31 юли 1950 г. |

ДСО Торпедо (Русе), ДСО Динамо (Плевен), ДСО Строител (Коларовград*), ДСО Строител (Видин), ДСО Динамо (Враца), ДСО Червено знаме (Самоков), ДСО Торпедо (Стара Загора), ДСО Динамо (Ямбол), ДСО Динамо (Пловдив), ДСО Торпедо (Хасково), Ботев при ВМС** (Сталин*), „Спортист“ при ДСНМ*** (Своге) и ДСО Спартак (Благоевград) почиват в първия кръг.
- * Сталин - дн. Варна, Коларовград - дн. Шумен, Димитрово - дн. Перник.
- ** ВМС - Военно-морски сили.
- *** ДСНМ - Димитровски съюз на народната младеж.Отборът на Своге е физкултурен колектив „Спортист“ към ДСНМ.

## Втори кръг
Във втория кръг участват 10-те победители от първия кръг, както и останалите отбори, които тогава почиват по програма. Насрочени са 11 мача, а дванадесетият двубой по предварителна програма е трябвало да бъде мач между Ботев при ВМС (Варна) и окръжния първенец на Пловдивски окръг. Няма информация пловдивският представител да е бил излъчен и такъв двубой да е бил проведен.
Победителите се излъчват в елиминация в една среща. При равенство в редовното време се играят две продължения по 15 минути, а при продължаващо равенство и след края на продълженията срещата се преиграва на следващия ден без промяна на домакинството. Домакинството в двойките се определя с жребий.
| 6 август 1950 г., неделя, 17:00 ч |     |                             |                                  |
| --------------------------------- | --- | --------------------------- | -------------------------------- |
| ДСО Спартак (Плевен)              | 1:0 | ДСО Динамо (Плевен)         | Игран в събота, 5 август 1950 г. |
| ДСО Строител (Видин)              | 4:1 | ДСО Динамо (Лом)            |                                  |
| ДСО Строител (Коларовград*)       | 1:2 | ДСО Динамо (Сталин)         |                                  |
| ДСО Динамо (Враца)                | 0:5 | ДСО Спартак (София)         |                                  |
| ДСО Динамо (Пазарджик)            | 2:0 | ДСО Динамо (Пловдив)        |                                  |
| ДСО Торпедо (Стара Загора)        | 2:1 | ДСО Червено знаме (Ямбол)   |                                  |
| ДСО Строител (Бургас)             | 1:0 | ДСО Динамо (Ямбол)          |                                  |
| ДСО Червено знаме (Павликени)     | 3:1 | ДСО Торпедо (Хасково)       |                                  |
| ДСО Спартак (Благоевград)         | 2:6 | ДСО Торпедо (Димитрово*)    |                                  |
| ДСО Торпедо (Русе)                | 3:0 | ДСО Динамо (Русе)           |                                  |
| „Спортист“ при ДСНМ*** (Своге)    | 4:2 | ДСО Червено знаме (Самоков) |                                  |

- * Сталин - дн. Варна, Коларовград - дн. Шумен, Димитрово - дн. Перник.
- ** ВМС - Военно-морски сили.
- *** ДСНМ - Димитровски съюз на народната младеж.

## Трети кръг
Във третия кръг кръг участват 11-те победители от втория кръг, както и отборът на Ботев при ВМС (Варна).
Победителите се излъчват в елиминация в една среща. При равенство в редовното време се играят две продължения по 15 минути, а при продължаващо равенство и след края на продълженията срещата се преиграва на следващия ден без промяна на домакинството. Домакинството в двойките се определя с жребий.
| 13 август 1950 г., неделя, 17 ч |                    |                               | |
| ------------------------------- | ------------------ | ----------------------------- | --- |
| ДСО Спартак (София)             | 0:0, след прод 1:0 | ДСО Торпедо (Стара Загора)    | Игран в събота, 12 август 1950 г.                                                                                     |
| ДСО Строител (Коларовград*)     | 0:2                | ДСО Торпедо (Русе)            | |
| ДСО Строител (Бургас)           | 1:0                | Ботев при ВМС** (Сталин*)     | |
| „Спортист“ при ДСНМ*** (Своге)  | 3:2                | ДСО Строител (Видин)          | |
| ДСО Спартак (Плевен)            | 3:0 сл.            | ДСО Червено знаме (Павликени) | Мачът завършва 1:0 в полза на ДСО Червено знаме, но по-късно е присъден служебен резултат 3:0 в полза на ДСО Спартак. |
| ДСО Торпедо (Димитрово*)        | 4:0                | ДСО Динамо (Пазарджик)        | Игран в четвъртък, 31 август 1950 г.                                                                                  |

- * Сталин - дн. Варна, Коларовград - дн. Шумен, Димитрово - дн. Перник.
- ** ВМС - Военно-морски сили.
- *** ДСНМ - Димитровски съюз на народната младеж.

## 1/8 финали
| 3 септември 1950 г. неделя: |                    |                                | |
| --------------------------- | ------------------ | ------------------------------ | --- |
| ДСО Динамо (София)          | 3:1                | „Спортист“ при ДСНМ*** (Своге) | Игран в четвъртък, 31 август                                                                                   |
| ДСО Торпедо (Русе)          | 0:2                | ДСО Спартак (Плевен)           | |
| ДСО Торпедо (София)         | 4:2                | ДСО Спартак (Сталин*)          | Игран в събота, 2 септември                                                                                    |
| ДСО Торпедо (Пловдив)       | 0:0 след прод. 0:1 | Народна войска (София)         | |
| ДСО Торпедо (Плевен)        | 2:2 след прод.     | ДСО Спартак (София)            | Първи мач игран на 2 септември. Втори мач на 3 септември: 0:3                                                  |
| ДСО Академик (София)        | 3:0 сл.            | ДСО Торпедо (Димитрово*)       | Срещата завършва 2:1 в полза а ДСО Торпедо. По-късно е присъден служебен резултат 3:0 в полза на ДСО Академик. |
| ДСО Строител (Бургас)       | 0:1                | ДСО Строител (София)           | |
| ДСО Червено знаме (Марек)   | 1:2                | ДСО Червено знаме (София)      | |

- * Сталин - дн. Варна, Марек - дн. Дупница, Димитрово - дн. Перник.
- ** ДСНМ - Димитровски съюз на народната младеж.

## 1/4 финали
| ДСО Динамо (София)     | 3:0 | ДСО Спартак (София)       | Игран на 19 септември, вторник   |
| ДОС Спартак (Плевен)   | 4:0 | ДСО Строител (София)      | Игран на 17 септември, неделя    |
| ДСО Академик (София)   | 3:0 | ДСО Червено знаме (София) | Игран на 19 ноември, неделя      |
| Народна войска (София) | 2:0 | ДСО Торпедо (София)       | Игран на 14 септември, четвъртък |

На 15 септември 1950 г. в София се играе четвърфиналната среща между ДСО Червено знаме (София) - ДСО Торпедо (Димитрово, дн. Перник). Мачът е спечелен от ДСО Червено знаме с 2:0. Изтеглен е жребий за полуфиналите, според който на 14 октомври трябва да играят ДСО Динамо (София) срещу ДСО Спартак (Плевен), а на 15 октомври - Народна войска (София) срещу ДСО Червено знаме (София). 
По-късно обаче е уважена контестация от страна на ДСО Академик (София) за нередовен състезател в състава на ДСО Торпедо (Димитрово) и резултатът от осминафиналите ДСО Академик (София) - ДСО Торпедо (Димитрово) 1:2 е анулиран. Тъй като за четвъртфиналите при това положение се класира ДСО Академик (София), то играният вече четвъртфинал ДСО Червено знаме (София) - ДСО Торпедо (Димитрово) 2:0 също е анулиран и е наредено да се играе нова четвъртфинална среща между ДСО Академик (София) и ДСО Червено знаме (София). 

## 1/2 финали
| 22 ноември 1950 г., сряда: |                |                      |                                     |
| -------------------------- | -------------- | -------------------- | ----------------------------------- |
| ДСО Спартак (Плевен)       | 0:1            | ДСО Динамо (София)   |                                     |
| Народна войска (София)     | 0:0 след прод. | ДСО Академик (София) | Втори мач, игран на 23 ноември: 4:1 |

## Финали

### Първи финал
| 26 ноември 1950 г., неделя, 14:00 ч., Ст. „Народна войска“, гр. София, 30 000 зрители                                            |                |                        |
| ДСО Динамо (София) | 1:1 след прод. | Народна войска (София) |
| Съдия: Т. Стоянов, помощници: Тр. Христов и Г. Христов                                                                           |                |                        |
| Голмайстори: - За ДСО Динамо: Хранов (61'); - За Народна войска: Панайотов (76').                                                |                |                        |
| ДСО Динамо: Андреев, Илиев, Димчев, Клева, Дойчинов (Кардашев), Петров, Цветков, Георгиев, Димитров, Хранов, Томов.              |                |                        |
| Народна войска: Геренски, Цветков, Манолов, Насев, Цанов, Стоянов, Стефанов, Божков, Панайотов I, Благоев, Русев (Панайотов II). |                |                        |

### Втори финал
| 27 ноември 1950, Стадион „Народна войска“, гр. София, 30 000 зрители |           |                        |
| ДСО Динамо (София)                                                   | 1:1 прод. | Народна войска (София) |
| Съдия: Т. Стоянов                                                    |           |                        |
| Голмайстори: - За Левски: Такев; - За ЦДНА: Божков.                  |           |                        |

### Трети финал
| 3 декември 1950, Стадион „Народна войска“, гр. София, 30 000 зрители                                                      |                     |                        |
| ДСО Динамо (София) | 0:0, след прод. 1:0 | Народна войска (София) |
| Съдия: Т. Стоянов, помощници: Н. Гелев и Тр. Христов.                                                                     |                     |                        |
| Голмайстор: - За Левски: Геренски – автогол.                                                                              |                     |                        |
| ДСО Динамо: Андреев (Еленков), Динев, Илиев, Клева, Димчев, Петров, Цветков, Такев, Димитров, Георгиев, Томов.            |                     |                        |
| Народна войска: Геренски, Футеков, Манолов, Насев, Стоянов, А. Панайотов, Минев, Божков, Г. Панайотов, Василев, Стефанов. |                     |                        |